# Nepomuki Szent János-templom (Dunabogdány)
A Nepomuki Szent János-templom 1939-ben épült, a 20. század derekának építészeti jegyeit magán viselő, római katolikus plébániatemplom az Esztergom-Budapesti főegyházmegye szentendrei espereskerületében, a Pest vármegyei Dunabogdány településen. Kőfallal körülvett kertjében áll a község világháborús áldozatainak hősi emlékműve és a településről 1946 után kényszerrel Németországba telepített sváb lakosok kitelepítési emlékműve is.

## Története
Dunabogdányon már a XIV. és XV. század fordulóján is biztosan állt plébániatemplom, mert 1400. december 18-án IX. Bonifác pápa búcsú tartását engedélyezte itt. Az Alexandriai Szent Katalin nevét viselő templom további sorsa nem ismert, bizonyára megsemmisült a török hódoltság idején, amikor maga a község is elnéptelenedett. Annyi biztos, hogy a törökök kiűzését követően, a 18. század elején (elsősorban Németországból) ide telepített új lakók már csak a romjait találták egy középkori egyháznak.
A falu új plébániáját 1721-ben szervezték meg, az első ismert, itteni lelkipásztor egy minorita szerzetes volt. 1724-ben fogott a lakosság új templom építésébe, a birtokos Zichy család anyagi segítségével, és – úgy tűnik – a régi istenháza anyagának felhasználásával. Az új épületet már említi az 1725-ös püspökségi látogatás (Canonica visitatio) jegyzőkönyve, a templom védőszentje Nepomuki Szent János lett, az 1744-es összeírás szerint pedig az itteni plébániának már több fíliája is volt: Dunabogdányhoz tartozott leányegyházként "Szent László, Tótfalu, Megyer és Monostor".
A 18. századi templom azonban – legalábbis részben – fából épült, így amikor 1849. június 4-én tűz pusztított a településen, annak a templom is áldozatául esett. Az épületet egy év alatt sikerült használható állapotba hozni, ettől kezdve még majdnem kilenc évtizeden keresztül szolgálta tovább a helyi lakosságot. Amikor azonban egyik felújítása során, 1937. június 3-án ledőlt az oromfala, az egyházközség úgy döntött, hogy az egészet lebontja, és helyette új istenházát emeltet.
A jelenlegi templom története így tulajdonképpen csak ettől az évtől kezdődik, azzal, hogy az egyházközség megbízta Fábián Gáspár műépítészt, a budapesti Szent Margit (Kaffka Margit) Leánygimnázium és a székesfehérvári Prohászka-emléktemplom tervezőjét az új épület terveinek megalkotásával. Az új templom 1939-re készült el, legutóbbi jelentősebb renoválása – amikor a tetőszerkezetet és a tornyot újították fel – 1997-ben zajlott

## A templom jelene

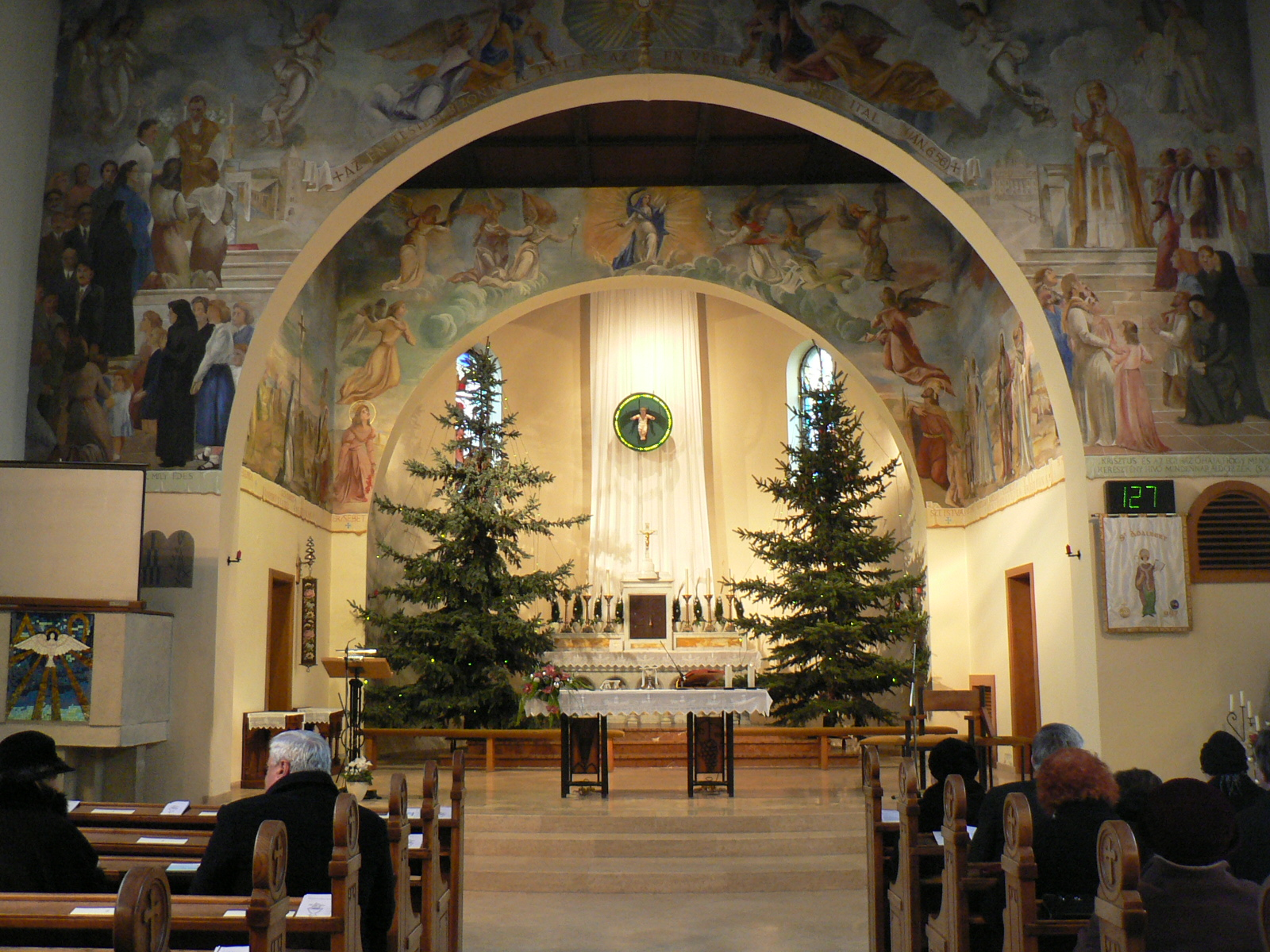
Karácsonyi templombelső

Az egyházközségben 1724 óta folyik anyakönyvezés; a templom búcsúnapja május 16. A templom és a plébánia a magyarországi egyházmegyék 1993-ban végrehajtott határrendezése során került át a székesfehérvári egyházmegye kötelékéből az Esztergom-Budapesti főegyházmegyéhez. Kertjében található ma a község háborús áldozatainak emlékműve és az itteni sváb lakosok 1997-ben felavatott kitelepítési emlékműve (Kovács Jenő alkotása); a kertet övező kőfalba a 18. századi templom több elemét beépítették, köztük néhány díszes pillérfejezetet is.

## A templom papjai

### Plébánosok
Jelenlenleg
- 2019. augusztusától Lancendorfer István

Korábban2009-2019. Ailer Gáspár